# 東昌里 (高雄市)
東昌里是高雄市旗山區轄下的行政區。位於旗山鎮東隅，里界北至延平二路，東至旗屏一路接美濃溪畔，西、南都以旗山溪（舊稱楠梓仙溪）為界。近年來旗尾糖廠改為旗山糖廠，為一觀光糖廠，假日經常吸引遊客駐足，成為本鎮重要的觀光景點。

## 地理
全里面積相當大，地形平坦，全里屬楠梓仙溪和美濃溪的沖積平原，易有水患；又因接近沖積扇扇端，地下水面甚高，農田易出水。旗山糖廠的高聳煙囪為本里重要的地標。本里南邊以鳳山寺與濟公大佛為主要地標，近年來國道1號終點與聯外的184道路由本里東側經過，台三線拓寬以及改道穿過五苓埔，扭轉本里向來屬於全鎮邊陲的地位。本里除北邊屬旗尾庄一部份的建成區和糖廠、五苓埔以外，大部分為農地，包含臺糖的手巾寮、吉洋農場和民間的香蕉園。
土地面積約3.7684平方公里。地形為平坦的屏東平原，靠近旗山溪、美濃溪匯流一帶，地勢低漥。

## 聚落歷史
本里屬於旗山鎮「旗尾」大字的南半部。日治時代前期屬旗尾庄的第二保，大正9年（1920年）改為第二十保。戰後，改設「東昌里」，民國42年以糖廠宿舍與辦公市所在地另分一里，名為「糖廠里」。
糖廠里又於民國95年被併入東昌里。本里北半部的建成區，為旗尾庄所在，清代即聚集多姓家族成庄，日治初期人口為526人。日治時代因為旗尾工廠設在西邊，舉凡事務所、工場、農場、運輸線等相關事務，均需眾多人力，於是本地出現許多工作機會，為本鎮吸引外地人遷入的動力之一。
本里西北側原為糖廠里，主要是以旗尾糖廠和員工宿舍為主。明治42年（1909年）高砂製糖會社在旗尾成立，隔年轉手為鹽水港製糖株式會社的旗尾工場，昭和2年（1927年）再轉手給臺灣製株式會社。工場於旗尾河畔興建時，曾拆遷旗尾庄西側的部分民宅，繼而建廠房、宿舍、另築圍牆，居民以工場職員為主，因此，形成一個移住型的聚落。戰後，日籍員工遷走，外省與本地籍員工增加，為本鎮外來人口增加的源頭之一。因為旗尾糖廠於停產後，員工減少，裁併前全里人數不到500人，近年來旗尾糖廠改為旗山糖廠，為一觀光糖廠，假日經常吸引遊客駐足，成為本鎮重要的觀光景點。

## 地名釋義

### 旗尾庄
同「東平里」的「旗尾庄」，本里東北隅仍有許多三合院落交錯，為莊、張、林等多姓氏具族繁衍而成。

### 糖廠
為臺灣糖業公司旗山糖廠及宿舍所在地，自日治時代以來，因為有別於外面的住宅、旗尾舊聚落，加上廠區與宿舍區的生活機能規劃完善，廠區內就可以提供食、衣、住、行、醫療、娛樂、日用品等服務，居民不太有與外面居民互動的機會，形成特殊的社會空間，旗尾地區的人泛稱為糖廠。因為糖廠工作穩定、社區生活便利，在糖業景氣的時代，一般人比在糖廠工作為優渥生活的象徵。

### 兩界巷
位於糖廠宿舍與旗尾舊聚落之間的巷道，因為是兩個性質有別社區的分界，故名之。

### 伍明農場
因五苓埔之名，演變為「伍明」，屬臺糖農場的一部分。

### 伍苓埔
位於濟公活佛一帶的溪埔地聚落，稱為伍苓埔。「伍苓」一名由來，遽聞本地曾是傷及五條人命事件的所在地，因此由「五命」訛轉成「五苓」。附近的道路明為南寮港，應是位在旗尾庄南邊之故。

## 景點

### 旗山糖廠
旗山糖廠原名旗尾糖廠，1909年由高砂製糖株式會社創立，1927年轉售台灣製糖株式會社，於擴充機械設備後，每日製糖產量提升到1500噸。1960年代，面臨其他開發中國家低價競爭，台灣砂糖外銷市場日益萎縮，產量逐年遞減，直至80年代終告停產，並拆除鐵道網絡。廠區生產停擺後，日制廠房、紅磚倉庫及廠長宿舍目前仍保存完整，聳立的煙囪更是糖廠最為醒目的地標，近大門處則闢建為遊客休憩園區，販售台糖多角研發產品。

## 外部連結
- 高雄市旗山區公所里政專區 （页面存档备份，存于）